# USA ved vinter-OL 1984
USA under Vinter-OL 1984. 107 sportudøvere, syvoghalvfjerds mænd og tredive kvinder fra USA deltog i ti sportgrene under Vinter-OL 1984 i Sarajevo i Jugoslavien. De deltog i Kælkning, alpint, Bobslæde, Langrend, Kunstskøjteløb, Skihop, Hurtigløb på skøjter, Ishockey, kombineret og Skiskydning. USA blev tredje bedste nation med fire guld- og fire sølvmedaljer. Frank Masley var USAs flagbærer under åbningsceremonien.

## Medaljer
| 1984 Sarajevo | Guld | Sølv | Bronze | Total |
| USA           | 4    | 4    | 0      | 8     |

## Medaljevinderne
| USA under vinter-OL 1984 i Sarajevo | USA under vinter-OL 1984 i Sarajevo | USA under vinter-OL 1984 i Sarajevo | USA under vinter-OL 1984 i Sarajevo | USA under vinter-OL 1984 i Sarajevo |
| Medaljer                            | Udøver                              | Sport                               | Øvelse                              | Resultat                            |
| ----------------------------------- | ----------------------------------- | ----------------------------------- | ----------------------------------- | ----------------------------------- |
| Guld                                | Debbie Armstrong                    | Alpint                              | storslalom, damer                   | 2.20,98                             |
| Guld                                | Scott Hamilton                      | Kunstskøjteløb                      | single, Herrer                      |                                     |
| Guld                                | Bill Johnson                        | Alpint                              | Styrtløb, Herrer                    | 1.45,59                             |
| Gull                                | Phil Mahre                          | Alpint                              | slalom, Herrer                      | 1.39,41                             |
| Sølv                                | Christin Cooper                     | Alpint                              | storslalom, damer                   | 2.21,38                             |
| Sølv                                | Steve Mahre                         | Alpint                              | slalom, Herrer                      | 1.39,62                             |
| Sølv                                | Rosalynn Sumners                    | Kunstskøjteløb                      | single, damer                       |                                     |
| Sølv                                | Kitty Carruthers Peter Carruthers   | Kunstskøjteløb                      | parløb                              |                                     |